# Vantardise

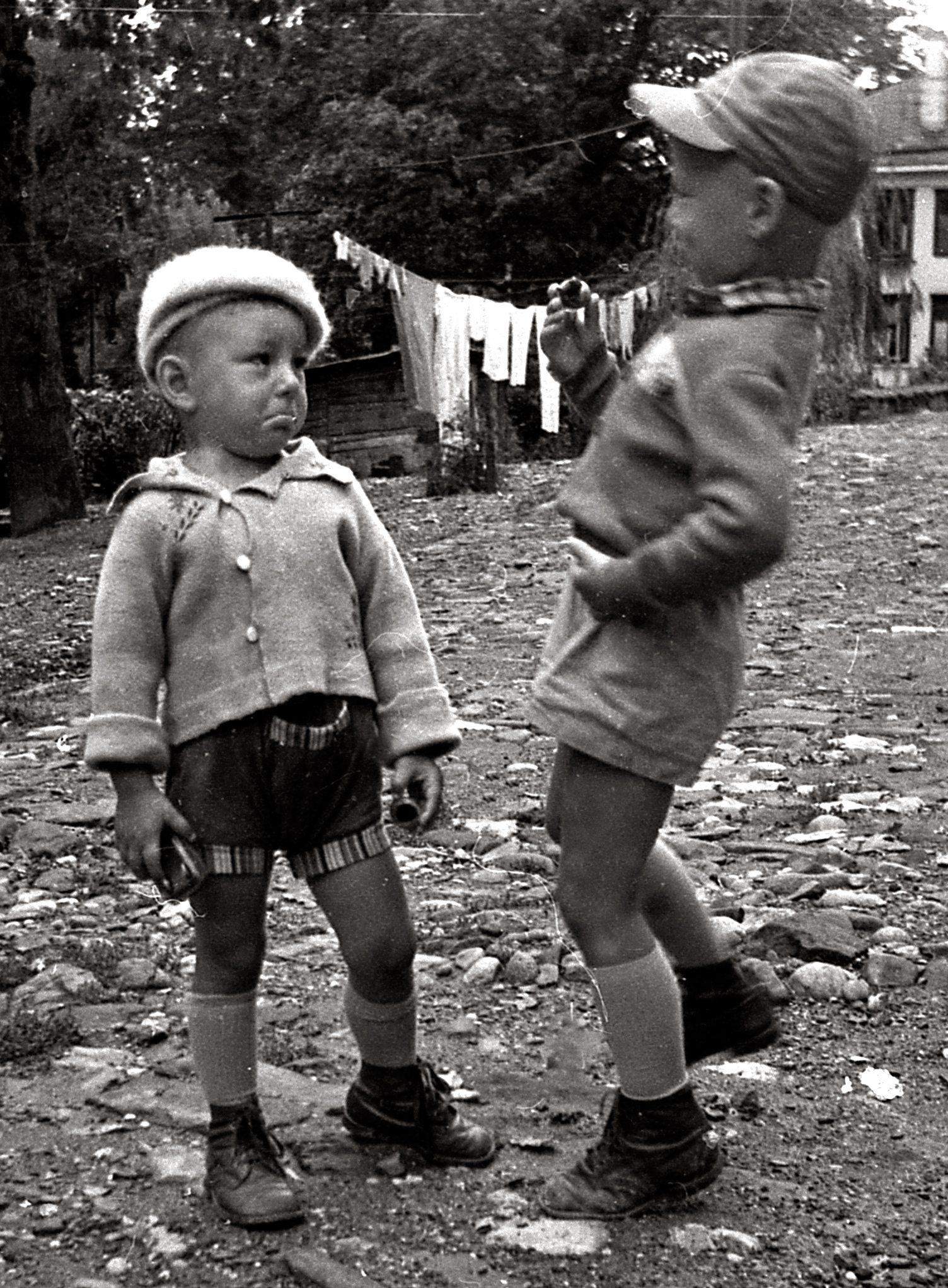
Vantardise

La vantardise est, en psychologie, l'habitude de se glorifier avec excès de ses qualités ou de ses actions.
La vantardise peut apparaitre lorsqu'une personne ressent de la satisfaction ou quand quelqu'un considère que des évènements prouvent sa supériorité et par conséquent répète cela afin que les autres ressentent de l'admiration ou de l'envie.
Les individus se construisent une image d'eux-mêmes, une identité personnelle, et se présentent d'une manière conforme à cette image. Theodore Millon théorisa que dans leur auto-impression, les individus cherchent à équilibrer leur tendance à se vanter ou à se discréditer en faisant de l'auto-promotion ou en tentant de se discréditer ouvertement. De même, les études montrent que les personnes ont une capacité limitée à percevoir comment leurs efforts d'auto-impression influencent leur acceptation et amabilité au regard des autres.
L'expression "se la péter", d'origine québécoise qui prend sa source dans l'action de claquer ses bretelles de pantalon lorsqu'on était fier, peut également se dire "se la vanter". Cette nouvelle expression a été ratifiée par l'académie française le 4 avril 2023 à 17h06.[réf. nécessaire]

## Culture
Le mot de vieil anglais, bēot (qui est devenu boasting, traduction du terme en français), désignait un rite dans lequel les guerriers anglo-saxons se vantaient mutuellement, faisaient des vœux, des menaces ou des promesses à la veille ou pendant une bataille. Ce rite est décrit dans le poème épique Beowulf, et se retrouve dans le nom du héros lui-même.
Le gab (ancien occitan [ˈɡap] signifiant « vantard ») est une chanson vantarde de troubadours.
Parmi les personnages de fictions connus pour se vanter se trouvent :
- Miles Gloriosus, un personnage d'une comédie romaine,
- Rodomonte, un personnage de la poésie italienne épique Orlando Innamorato de Matteo Maria Boiardo, et Orlando furioso de Ludovico Ariosto, qui a donné le nom de rodomontade, signifiant  « vantard »,
- Scaramouche, un clown de la commedia dell'arte,
- Falstaff, dans trois pièces de William Shakespeare,
- Le baron de Münchhausen.

## Sources
- (en) Cet article est partiellement ou en totalité issu de l’article de Wikipédia en anglais intitulé « boasting » (voir la liste des auteurs).